# Benjaminia maurus
Benjaminia maurus är en stekelart som beskrevs av David B. Wahl 1989. Benjaminia maurus ingår i släktet Benjaminia och familjen brokparasitsteklar. Inga underarter finns listade.